# Family Goy
Family Goy (Семейный гой) — вторая серия восьмого сезона мультсериала «Гриффины». Премьерный показ состоялся 4 октября 2009 года на канале FOX.

## Сюжет
Питер влюбляется в вырезанную из картона Кэти Айрлэнд, проносит её домой, принимает с ней душ и даже ходит с ней в ресторан. Питер признаётся Лоис, что они с «Кэти» любят друг друга, и даже готов развестись, но Лоис не воспринимает всерьёз очередную выходку мужа. Вскоре он случайно в приступе ревности ломает её, а после хоронит свою «подругу».
Извинившись перед Лоис, Питер занимается с ней сексом, во время которого находит на груди Лоис шишку. Вместе они отправляются в больницу, чтобы узнать — рак это или нет. Результаты теста отрицательны, но доктор, просматривая медицинскую карточку Лоис, узнаёт, что её мать — еврейка.
Мать Лоис подтверждает это, а отец признаёт, что держал всё в секрете, чтобы все были хорошего мнения об их семье. Несмотря на то что Питер не является евреем, он воспринимает это всё намного сильнее Лоис (начинает ходить в синагогу, носить кипу и т. д.). К тому же их дети теперь ходят в иудейские школу и ясли; а новые эротические игры Питера теперь носят иудейскую тематику, что совершенно не нравится Лоис.
Ночью Питера посещает призрак его умершего отчима, который предупреждает его, что если он не будет католиком, то попадёт в ад. На следующий день Питер начинает ненавидеть Лоис за её еврейские корни и решает вновь сделать свою семью католической. Он пытается застрелить Лоис с помощью снайперской винтовки, одевается в пасхального зайца.
Пообщавшись с матерью, Лоис решает не поддаваться Питеру и пытается отпраздновать Песах, в то время как Питер пытается испортить праздник, чтобы отметить Пасху. Вдруг появляется Иисус и заявляет, что католицизм и иудаизм, по сути, очень похожи. Питер и Лоис извиняются друг перед другом, но не знают, какой религии должна следовать их семья. Иисус отвечает, что это не важно, так как «все они полный отстой» (they’re all complete crap), за что атеист Брайан его благодарит.

## Создание
Название эпизода пародирует название самого мультсериала (Family Guy). Ранее подобная само-пародия уже использовалась в эпизоде «Family Gay».
Премьеру эпизода посмотрели 9 700 000 зрителей.
Автор сценария: Марк Хентеманн
Режиссёр: Джеймс Пардам
Композитор: Рон Джоунс
Приглашённые знаменитости: Чарльз Дёрнинг (в роли призрака Фрэнсиса Гриффина), Бен Штейн (в роли Раввина), Билл Вудсон (в роли рассказчика за кадром в мультсериале «Супердрузья»).